# Lake Stevens
Lake Stevens és una població dels Estats Units a l'estat de Washington. Segons el cens del January 2010 tenia 25.674 habitants.

## Demografia
Segons el cens del 2000, Lake Stevens tenia 6.361 habitants, 2.139 habitatges, i 1.683 famílies. La densitat de població era de 1.142,3 habitants per km².
Dels 2.139 habitatges en un 49,9% hi vivien nens de menys de 18 anys, en un 65,5% hi vivien parelles casades, en un 9,3% dones solteres, i en un 21,3% no eren unitats familiars. En el 15,7% dels habitatges hi vivien persones soles el 5% de les quals corresponia a persones de 65 anys o més que vivien soles. El nombre mitjà de persones vivint en cada habitatge era de 2,96 i el nombre mitjà de persones que vivien en cada família era de 3,3.
Per edats la població es repartia de la següent manera: un 33,9% tenia menys de 18 anys, un 6,5% entre 18 i 24, un 36,3% entre 25 i 44, un 17,6% de 45 a 60 i un 5,7% 65 anys o més.
L'edat mediana era de 32 anys. Per cada 100 dones de 18 o més anys hi havia 97 homes.
La renda mediana per habitatge era de 65.231 $ i la renda mediana per família de 68.250 $. Els homes tenien una renda mediana de 51.536 $ mentre que les dones 30.239 $. La renda per capita de la població era de 22.943 $. Aproximadament el 3,8% de les famílies i el 4,4% de la població estaven per davall del llindar de pobresa.

## Poblacions més properes
El següent diagrama mostra les poblacions més properes.